# Eske Lavesen Brock
Eske Lavesen Brock, född 24 december 1560, död 15 december 1625, var ett danskt riksråd. Han var son till Lave Nielsen Brock.
Brock användes vid diplomatiska uppdrag inom förvaltningen. Han var innehavare av åtskilliga stora gods. I Skåne ägde han bland annat Ellinge slott och Örtofta slott. Brocks kulturhistoriskt värdefulla dagböcker finns delvis bevarade.